# Sliver: The Best of the Box
Sliver: The Best of the Box är ett samlingsalbum av grungebandet Nirvana som släpptes den 2 november 2005. Albumet innehåller förutom tre helt nya osläppta låtar en del låtar från Nirvana-samlingsboxen With The Lights Out från 2004. De nya låtarna är först och främst "Spank Thru" från Fecal Matter-demon från 1985 som många fans länge trånat efter. Annars så är det två demoversioner av låtarna "Sappy" och "Come as You Are".

## Låtlista
1. "Spank Thru" (3:45) - Demo med Fecal Matter från december 1985
2. "Heartbreaker" (2:59) - Från en konsert i Raymond, Washington i mars 1987
3. "Mrs. Butterworth" (4:05) - Demo från sommaren 1987
4. "Floyd the Barber" (2:33) - Från en konsert i Tacoma, Washington den 23 januari 1988
5. "Clean Up Before She Comes" (3:12) - Demo från 1988
6. "About a Girl" (2:44) - Demo från 1988
7. "Blandest" (3:56) - Studioinspelning i Seattle, Washington den 6 juni 1988
8. "Ain't It a Shame" (2:02) - Studioinspelning i Seattle, Washington i augusti 1989
9. "Sappy" (3:33) - Studioinspelning i Seattle, Washington i januari 1990
10. "Opinion" (1:35) - Uppträdande på radioprogrammet KAOS den 25 september 1990
11. "Lithium" (1:49) - Uppträdande på radioprogrammet KAOS den 25 september 1990
12. "Sliver" (2:10) - Demo från 1990
13. "Smells Like Teen Spirit" (5:40) - Demo inspelat på en bergsprängare i mars 1991
14. "Come as You Are" (4:10) - Demo inspelat på en bergsprängare i mars 1991
15. "Old Age" (4:21) - Studioinspelning i maj 1991
16. "Oh, the Guilt" (3:25) - Studioinspelning i Seattle, Washington i april 1992
17. "Rape Me" (3:23) - Akustisk demo från maj 1991
18. "Rape Me" (3:03) - Studioinspelning i Seattle, Washington i oktober 1992
19. "Heart-Shaped Box" (5:32) - Studioinspelning i Rio de Janeiro, Brasilien i januari 1993
20. "Do Re Mi" (4:24) - Akustisk demo inspelat på en bergsprängare från 1994
21. "You Know You're Right" (2:30) - Akustisk demo inspelat på en bergsprängare från 1994
22. "All Apologies" (3:33) - Akustisk demo inspelat på en bergsprängare där datumet är okänt (förmodligen 1992)